# Vangi Bhat
Vangi Bath (Kannada: ವಾಂಗಿ ಬಾತ್) oder Brinjal Rice ist ein Reisgericht der indischen Küche, das besonders in Karnataka und den umliegenden Staaten im Süden des Landes verbreitet ist. Vangi Bath bedeutet gebratener Reis mit Aubergine. Folgerichtig handelt es sich bei den Hauptzutaten um Reis und junge, grüne, etwa faustgroße Auberginen, die sich demnach von den handelsüblichen Auberginen in Deutschland unterscheiden.

## Zutaten
Im Wesentlichen besteht Vangi Bath aus Reis und Auberginen. Weitere Zutaten sind gespaltene Kichererbsen, schwarze Senfsamen, getrocknete rote Chillis sowie frische grüne Chillis, Curryblätter, Zwiebeln und Tamarinde. Gewürzt wird das Reisgericht typischerweise mit Kurkuma, Asant, schwarzem Pfeffer, Fenchelsamen, weißem Mohn (Khuskhus), Nelken und grünem Kardamom.

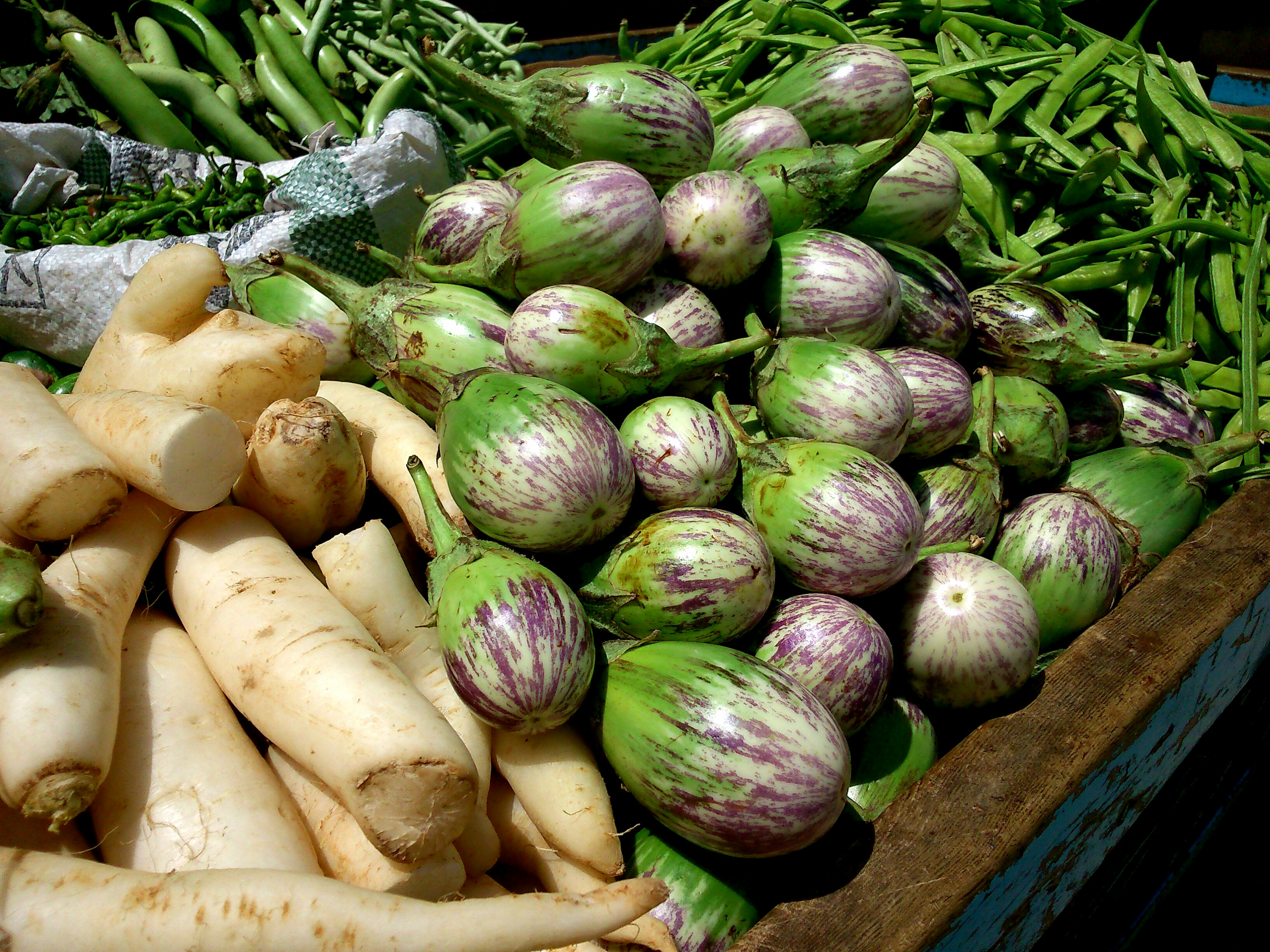
In der Bildmitte sind junge asiatische Auberginen (baby brinjal) zu erkennen, die in der Regel für Vangi Bath verwendet werden.

## Zubereitung
Die Auberginen werden längs bis kurz unterhalb des Stängels gevierteilt, sodass die Frucht nicht auseinanderfällt. Die Kichererbsen werden erst in Wasser eingeweicht und danach zusammen mit den Senfsamen, roten und grünen Chillis, Curryblättern, Zwiebeln und Auberginen angebraten. Anschließend wird die Tamarinde hinzugegeben sowie die Gewürze, die zuvor geröstet und gemahlen wurden. Schließlich wird alles mit gekochtem Reis vermengt und erhitzt, bis das Vangi Bath servierfertig ist.